# Drapeau de l'Égypte
Le drapeau de l'Égypte est le pavillon civil et d'État ainsi que le pavillon marchand et d'État de l'Égypte. Il a été adopté sous sa forme actuelle le 4 octobre 1984. Il se compose de trois bandes horizontales, rouge, blanche et noire, avec l'emblème national de l'Égypte, l'aigle de Saladin, au centre de la bande blanche.
La couleur rouge renvoie à l'époque précédant le coup d'État militaire qui renversa le roi Farouk, en 1952. Ce coup d'État, perpétré sans verser de sang, est symbolisé par la couleur blanche. Enfin, le noir représente la fin de l'oppression des colons britanniques sur le peuple égyptien.
Ces trois couleurs sont, avec le vert, les couleurs panarabes, qu'on retrouve sur les drapeaux du Yémen, de la Syrie et de l'Irak.

## Couleurs
| Couleurs    | Rouge     | Blanc       | Noir    | Or        |
| ----------- | --------- | ----------- | ------- | --------- |
| RGB         | 206/17/38 | 255/255/255 | 0/0/0   | 192/147/0 |
| Hexadécimal | #ce1126   | #FFFFFF     | #000000 | #c09300   |

## Histoire

### Dynastie de Méhémet Ali (1805-1922)
Pour signaler son autonomie vis-à-vis de la Sublime Porte, ainsi que son ambition de concurrencer le sultan pour la domination de la totalité de l'Empire ottoman, Méhémet Ali introduisit un drapeau rappelant fortement celui des Ottomans, avec trois croissants et étoiles blancs sur fond rouge, peut-être pour symboliser les victoires de ses armées sur trois continents (Afrique, Asie et Europe), ou ses possessions d'Égypte, de Nubie et du Soudan.
Les forces britanniques occupèrent le pays en 1882, avivant la flamme du nationalisme égyptien. Celle-ci atteignit un sommet lors de la révolte de 1919, durant laquelle on put voir dans les rues le drapeau de Mehemet Ali ainsi qu'un drapeau vert portant un croissant et une croix (symbolisant l'union des musulmans et des coptes contre les Britanniques).

Drapeau de l'Égypte sous Méhémet Ali et ses successeurs (1805-1922)
Drapeau de l'Égypte ottomane au XIXe siècle

### Royaume d'Égypte (1922-1953)

Drapeau du royaume d'Égypte (1922-1953) puis de la république d'Égypte (1953-1958)

Le premier véritable drapeau national de l'Égypte moderne fut adopté par décret royal en 1923, les Britanniques ayant officiellement reconnu l'indépendance du royaume d'Égypte l'année précédente. Il comprenait un croissant blanc et trois étoiles de la même couleur, sur fond vert. Les étoiles représentaient soit les trois parties du royaume (Égypte, Nubie et Soudan), soit les trois communautés religieuses du pays (musulmans, chrétiens et juifs).

### République d'Égypte (1953–1958)

Drapeau de la Révolution égyptienne de 1952

Après le coup d'État de 1952, la république d'Égypte conserva le drapeau du royaume d'Égypte jusqu'en 1958, mais introduisit par la même occasion le drapeau révolutionnaire tricolore. Le faucon présent au centre du drapeau correspond à Horus, figure de la révolution.

### République arabe unie (1958-1972)

Drapeau de la République arabe unie (1958-1971), utilisé jusqu'en 1972

En 1958, l'Égypte et la Syrie forment la République arabe unie. Un décret présidentiel remplace le faucon sur le drapeau par deux étoiles vertes (représentant les deux pays). Si la Syrie reprit son indépendance dès 1961, l'Égypte continua d'utiliser ce drapeau jusqu'en 1972.

### Union des Républiques arabes (1972-1984)

Drapeau de la république arabe d'Égypte (Union des Républiques arabes) (1972-1984)

Entre 1972 et 1984, ce fut un faucon d'or de Quraych ; ce drapeau fut aussi celui de la Syrie (1971-1980) et de la Libye (1972-1977), ces trois pays formant l'Union des Républiques arabes.

### République arabe d'Égypte (depuis 1984)

Drapeau de la République arabe d’Égypte (depuis 1984)

Enfin, depuis 1984, sur la bande centrale blanche du drapeau figure l'Aigle de Saladin, portant un écu et un bandeau avec le nom du pays en arabe (جمهورية مصر العربية / Jumhuriyat Misr al-Arabiyah).

## Profanation du drapeau national
En mai 2014, le président intérimaire Adli Mansour promulgue une loi pénalisant la profanation du drapeau national. Ceci est puni d'une peine d'emprisonnement d'un an et d'une amende de 30 000 livres, soit d'environ 4 300 $.

## Source
- (en) Cet article est partiellement ou en totalité issu de l’article de Wikipédia en anglais intitulé « Flag of Egypt » (voir la liste des auteurs).